# Transmisogynie

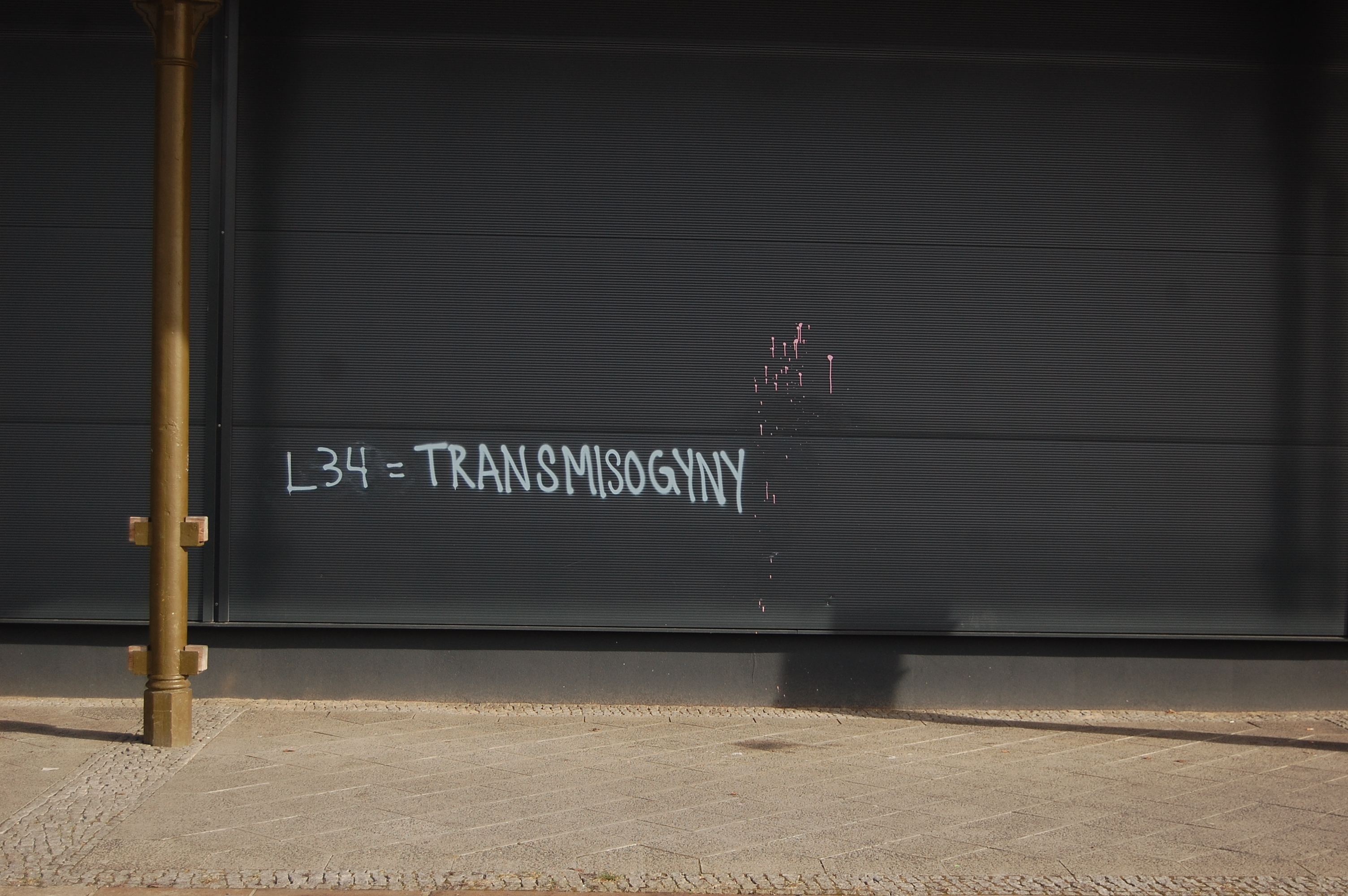
Graffiti in Berlijn die de Liebig 34-krakers als transmisogynisten bestempelt

Transmisogynie is het kruispunt van transfobie en misogynie zoals dat wordt ervaren door transvrouwen en transfeminiene personen.
De term is bedacht door Julia Serano, die hem voor het eerst gebruikte in haar boek Whipping Girl uit 2007. Zij beschrijft er een specifieke vorm van onderdrukking mee die transvrouwen ervaren. In een interview met The New York Times uit 2017 legt Serano uit dat transmisogynie een vorm van kritiek is op vrouwelijke genderuitingen die ‘belachelijk worden gemaakt ten opzichte van mannelijke interesses en genderuitingen.’ 
Transmisogynie is een belangrijk concept in het transfeminisme en wordt vaak aangehaald in intersectionele feministische theorieën. Volgens Serano ervaren niet alleen individuen die zich identificeren als transgender transmisogynie, maar ook anderen, zoals cisgender mensen en dragqueens.
Het concept transmisogynie is gebaseerd op twee andere concepten die voor het eerst door Serano zijn beschreven: traditioneel seksisme en oppositioneel seksisme. Het eerste is het idee dat "mannelijkheid superieur is aan vrouwelijkheid", terwijl het tweede behelst dat het mannelijke en het vrouwelijke "afgebakende, elkaar uitsluitende categorieën" zijn. Transmisogynie komt voort een combinatie van die beide concepten.
In Whipping Girl schrijft Julia Serano dat het bestaan van transgenders wordt gezien als een bedreiging voor een ‘genderhiërarchie waarin mannen centraal staan’. Genderwetenschapper Judith Butler is het met deze veronderstelling eens. Zij stelt dat de moord op trans vrouwen door mannen "de meest giftige vorm is die mannelijkheid kan aannemen". Het zou voor de moordenaar een manier zijn om op dat moment ultieme macht over het slachtoffer uit te oefenen, als reactie op het idee dat de intrinsieke aard van zijn macht (dat wil zeggen, zijn mannelijkheid) wordt aangetast. Butler stelt dat trans vrouwen hun mannelijkheid hebben opgegeven, wat zou aantonen dat het mogelijk is om je mannelijkheid te verliezen.

## Voorbeelden

### Verenigde Staten
Transgender vrouwen worden zwaarder gediscrimineerd dan sommige andere transgenders. Uit een onderzoek naar ervaringen op de werkvloer van mensen die een geslachtsverandering hadden ondergaan, bleek dat trans vrouwen gemiddeld bijna een derde van hun salaris verliezen (zie Gender pay gap in the United States ), minder respect krijgen en vaker worden lastiggevallen. Tegelijkertijd ervaren trans mannen vaak een kleine salarisverhoging en meer gezag op de werkvloer.
Volgens Laura Kacere (2014) worden transgenders onevenredig vaak het slachtoffer van haatmisdrijven, waarbij bij de slachtoffers van de meeste van deze misdrijven trans vrouwen zijn. De National Coalition of Anti-Violence Programs (2012) ontdekte dat het politiegeweld tegen transgenders drie keer zo hoog is als tegen cisgenders. In feite werd meer dan de helft van alle anti-LHBTQIA+ moorden op transgenders gepleegd. (Zie Lijst van mensen die vermoord zijn omdat ze transgender zijn.) In de Verenigde Staten wordt transmisogynie vooral gericht op trans vrouwen van kleur. De Human Rights Campaign Foundation (2018) meldt dat er een aanzienlijke overlap is tussen de genderidentiteit en de huidskleur van slachtoffers van geweld tegen transgenders: van de bekende moorden op transgenders tussen 2013 en 2018 was ongeveer 92% van de slachtoffers trans vrouw en ongeveer 70% zwart. Kacere (2014) stelt ook dat 21% van de transgender vrouwen en 47% van de zwarte transgender vrouwen gevangen heeft gezeten, percentages die veel hoger liggen dan die voor de gehele Amerikaanse bevolking.

## Seksualisering en intimidatie
Volgens Julia Serano ervaren veel trans vrouwen een extra laag van vrouwenhaat in de vorm van fetisjisme. Serano merkt op dat trans vrouwen, ondanks hun transitie, nog steeds vaak als mannelijk worden gezien. Ze worden echter zelden als zodanig geseksualiseerd. In de porno-industrie, waarvan het doelpubliek voornamelijk heteroseksuele mannen zijn, worden trans vrouwen vaak gepresenteerd als seksuele lustobjecten.
Volgens Serano komt de seksualisering van transgenders niet alleen doordat zij, vanwege hun relatieve zeldzaamheid, als ‘exotisch’ worden gezien: ze merkt op dat trans mensen ook in vergelijking met andere typen 'zeldzame' vrouwen meer geseksualiseerd worden In Whipping Girl schrijft Serano over wat zij een ‘roofdier-prooi-dichotomie’ noemt, waarin ‘mannen steevast als roofdieren worden gezien en vrouwen als prooi.’ Door deze visie wordt van transvrouwen gedacht dat ze mannen lokken door zich te ‘transformeren’ en ‘zichzelf te veranderen in seksuele lustobjecten waar geen enkele man weerstand aan kan bieden.’ 
Transmisogyn geweld en intimidatie gericht op transfeminiene personen worden vaak gepleegd door vreemden in plaats van door mensen die het slachtoffer kent. Ook naroepen en andere vormen van verbaal geweld behoren daartoe.
Het vormen van coalities met trans-activisme is cruciaal om gezamenlijk zowel validisme als transmisogynie tegen te gaan. Transmisogynie en validisme kruisen elkaar vaak, wat resulteert in unieke uitdagingen voor transgender personen met een beperking, die te maken hebben met een toenemende mate van discriminatie en marginalisering. 

## Relatie met transfobie
Transmisogynie is een aparte categorie van transfobie, omdat transmisogynie zich vooral richt op trans vrouwen en andere transgenders die zich vrouwelijk uiten, terwijl transfobie een algemenere term is die een breder spectrum van vooroordelen en discriminatie tegenover transgender mensen omvat.  Julia Serano stelt in Whipping Girl: "[w]anneer de meeste grappen over transgenders gaan over 'mannen in jurken' of 'mannen die hun penis willen laten afsnijden', dan is dat geen transfobie – het is transmisogynie. Wanneer het meeste geweld tegen en de meeste aanrandingen van transgenders gericht zijn op transvrouwen, dan is dat geen transfobie – het is transmisogynie."
Serano geeft in een interview met de New York Times een voorbeeld van de discriminatie die transfeminiene personen ervaren en legt uit in welk opzicht dat volgens haar verschilt van de ervaringen van een transmasculien persoon.
In San Francisco zag ik ooit een als een doorsnee feminiene vrouw geklede trans vrouw langs een hetero-koppel lopen. De man keek de vrouw aan en zei op laatdunkende toon: "Zag je wat voor troep hij allemaal droeg?" Hij bedoelde haar jurk, sieraden en make-up en zo. Als een trans man langs was gelopen, hadden ze die misschien ook wel belachelijk gemaakt omdat hij transgender was, maar het lijkt me heel sterk dat ze dan de spot hadden gedreven met zijn mannenkleding.